# Quercus hypoxantha
Espèce
Classification phylogénétique
Quercus hypoxantha est une espèce d'arbustes du sous-genre Quercus et de la section Lobatae. L'espèce est présente au Mexique.